# Epidendrum fruticosum
Epidendrum fruticosum là một loài thực vật có hoa trong họ Lan. Loài này được Pav. ex Lindl. mô tả khoa học đầu tiên năm 1831.